# Кингсли (Ајова)
Кингсли (енгл. Kingsley) град је у америчкој савезној држави Ајова. По попису становништва из 2010. у њему је живело 1.411 становника.

## Демографија
Према попису становништва из 2010. у граду је живело 1.411 становника, што је 166 (13,3%) становника више него 2000. године.
| Група             | 2000.         | 2010.         |
| Белци             | 1.222 (98,2%) | 1.368 (97,0%) |
| Афроамериканци    | 0 (0,0%)      | 3 (0,2%)      |
| Азијати           | 4 (0,3%)      | 2 (0,1%)      |
| Хиспаноамериканци | 4 (0,3%)      | 18 (1,3%)     |
| Укупно            | 1.245         | 1.411         |